# Foča-Ustikolina
Foča-Ustikolina è un comune della Federazione di Bosnia ed Erzegovina situato nel Cantone della Podrinje Bosniaca con 2.213 abitanti al censimento 2013.